# Elsa Hosk
Elsa Anna Sofie Hosk (Estocolmo; 7 de noviembre de 1988) es una modelo sueca. Conocida por ser uno de los ángeles de Victoria's Secret desde 2015, ha trabajado para varias marcas líderes como Dior, Dolce & Gabbana,  H&M y Guess. Antes de convertirse en modelo fue jugadora de baloncesto profesional en su país natal.

## Carrera

### Modelo
Hosk recibió ofertas para modelar durante la escuela secundaria, después de que su padre presentara fotografías de ella a varias agencias de modelaje en Suecia cuando tenía 13 años; comenzó a modelar a los 14 años. Hizo algunos trabajos como modelo en la escuela secundaria pero decidió concentrarse principalmente en sus estudios (sin embargo realizó un trabajo notable con Guess y otras compañías). Después de graduarse, decidió seguir una carrera en la liga sueca de baloncesto femenino. Hosk ha comentado que el nivel de juego en la liga profesional de baloncesto sueco no estaba a la par con la WNBA y que el interés en el deporte no era tan grande en Suecia como en los Estados Unidos. A pesar de que en última instancia abandonó el baloncesto profesional por el modelado, Hosk ha dicho que el intenso rigor de las prácticas (8 por semana al jugar al baloncesto) y los viajes le ayudó a prepararse para las exigencias físicas del mundo del modelaje.
Después de jugar baloncesto profesional durante dos años comenzó a recibir muchas ofertas de trabajo y pronto se trasladó a la  Gran Manzana , La ciudad de Nueva York para  modelar a tiempo completo por medio de ZMGROUP, su empresa de Management. Elsa hizo su gran debut de pasarela en la temporada primavera verano de la  semana de la moda de 2012, caminando para Christian Dior, Giambatista Valli, Carolina Herrera, Oscar de la Renta, Acné Jeans y Joseph Altuzarra. Aunque algunos escritores han especulado que fue su trabajo con Victoria's Secret lo que la trajo al mundo de la moda de primer nivel, pero también Hosk identifica su trabajo con el fotógrafo Ellen von Unwerth en campañas de Guess. En abril de 2012, el fotógrafo Guy Aroch instaló una exposición dedicada exclusivamente a Elsa en la Milk Gallery de la ciudad de Nueva York. 
Hosk ha sido portada de múltiples revistas de moda como lo son Elle, Hasper's Bazaar, Vogue y Maxim. Ha modelado y ha sido imagen de campañas para Balmain, Moschino, Alberta Ferretti, Dolce & Gabbana, Guess?, Jeremy Scott, Moschino, Blumarine, Phillip Plein y Dior.
Fuera del modelaje, Hosk es una actriz de cine en ciernes. Algunos de los proyectos en los que ha trabajado son "She's a Rainbow" dirigido por Drew Reilly, "La Prochaine Fois" dirigida por Duffy Higgins y John Jaxheimer, "Chica Sueca" dirigidas por J. Dauphin y varios cortometrajes creados por Aroch. Ella también es una filántropa dedicada y ha participado activa y fielmente con Fair Girls, una organización dedicada a ayudar a las mujeres jóvenes a escapar de la trata de personas.
En 2018 entró a formar parte del grupo de modelos como Natasha Poly, Jourdan Dunn, Isabeli Fontana, Toni Garrn, Lily Aldridge, Barbara Palvin y Josephine Skriver que representarían la nueva colección de trajes de baño de Solid and Striped. El año siguiente comenzó a trabajar ocasionalmente con la marca de joyería Logan Hollowell.
Se encuentra en el puesto 16 en la lista Top Sexiest Models por models.com.

#### Victoria's Secret
Hosk apareció por primera vez en el desfile de 2011 como la principal portavoz de la submarca PINK. En el año 2014, durante la apertura del segmento University of PINK golpeó por accidente con sus alas a la cantante Ariana Grande mientras esta realizaba su presentación en el desfile, lo que hizo que Hosk despegara potencialmente en sus plataformas de redes sociales. 
En el año 2015 obtuvo el contrato como ángel oficial de la marca, a pesar de que muchos afirman que este se firmó en 2014 y no fue revelado hasta entonces junto con otras 10 ángeles. En el año 2016 Hosk fue la encargada de abrir el desfile y en 2017 fue elegida para lucir el Swarovski Outfit, un traje especial adornado con cristales de Swarovski. En 2018 fue la elegida para llevar el Dream Angels Fantasy Bra diseñado con 2100 diamantes de Swarovski y valorado en $ 1,000,000. Actualmente es uno de los principales ángeles de la marca y ha participando en vídeos musicales y en campañas publicitarias.. 
En su paso por Victoria's Secret, Elsa ha participado en ocho desfiles, de los cuales ha aperturado uno. Ha abierto dos segmentos, ha cerrado uno, ha lucido el Swarovski Outfit y el Fantasy Bra. De igual forma ha desempeñó el papel de portavoz oficial de la submarca PINK hasta 2014.

## Vida personal
Desde principios de 2015 mantiene una relación con el empresario británico Tom Daly. En septiembre de 2020 la pareja reveló que estaban esperando su primer hijo.
El 11 de febrero de 2021, Hosk y Daly le dieron la bienvenida a su hija Tuuliki Joan Daly.

## Filmografía

### Cine
| Año  | Trabajo        | Personaje  | Notas      |
| ---- | -------------- | ---------- | ---------- |
| 2018 | Burning Bright | Slim       |            |
| 2016 | Love advent    | Ella misma | 1 Episodio |

### Vídeos musicales
| Año  | Canción | Artista                        | Notas                                        |
| ---- | ------- | ------------------------------ | -------------------------------------------- |
| 2017 | 2U      | David Guetta ft. Justin Bieber | Junto con otras ángeles de Victoria's Secret |